# هارولد دبليو. باور
هارولد دبليو. باور (بالإنجليزية: Harold W. Bauer)‏ هو ضابط أمريكي، ولد في 11 نوفمبر 1908 في Woodruff, Kansas ‏ في الولايات المتحدة، وتوفي في 14 نوفمبر 1942 في المحيط الهادئ.